# Мухаммед Ґаннуші
Мухаммед Ґаннуші (араб. محمد الغنوشي; нар. 18 серпня 1941, Сус) — прем'єр-міністр Тунісу у 1999—2011 роках. Ґаннуші був міністром фінансів Тунісу в 1989—1992, міністром закордонних справ у 1992—1999.
14 січня 2011 року впродовж кількох годин після втечі президента Зіна аль-Абідіна бен Алі оголосив себе президентом країни, проте наступного дня Конституційна рада, остаточно усунувши бен Алі від посади, відповідно до статті 57 конституції Тунісу призначила тимчасовим виконувачем обов'язків президента спікера парламенту Фуада Мебазаа.
Проте в країні не зупинилися багатотисячні мітинги, під час сутичок гинули люди. Демонстранти звинувачували Ґаннуші у невиконанні обіцяного під час перевороту. Прем'єрові також закидали зв'язки зі старим режимом. Він очолював уряд протягом одинадцяти років і був соратником усунутого президента Бен Алі. 27 лютого 2011 Мухаммед Ґаннуші оголосив про відставку.
Новим прем'єр-міністром став Беї Саїд Ессебі.

## Виноски
1. ↑  Прем’єр-міністр Тунісу очолив країну. Архів оригіналу за 20 січня 2011. Процитовано 26 січня 2011.
2. ↑  Ситуація в Тунісі: за добу в країні змінилися три голови держави. Архів оригіналу за 19 січня 2011. Процитовано 26 січня 2011.
3. ↑  NZZ Online, 27 лютого 2011 — Ганнуші подає у відставку. Туніський прем'єр-міністр відреагував на нові протести. [Архівовано 1 березня 2011 у Wayback Machine.](нім.)